# Wu Lien-teh

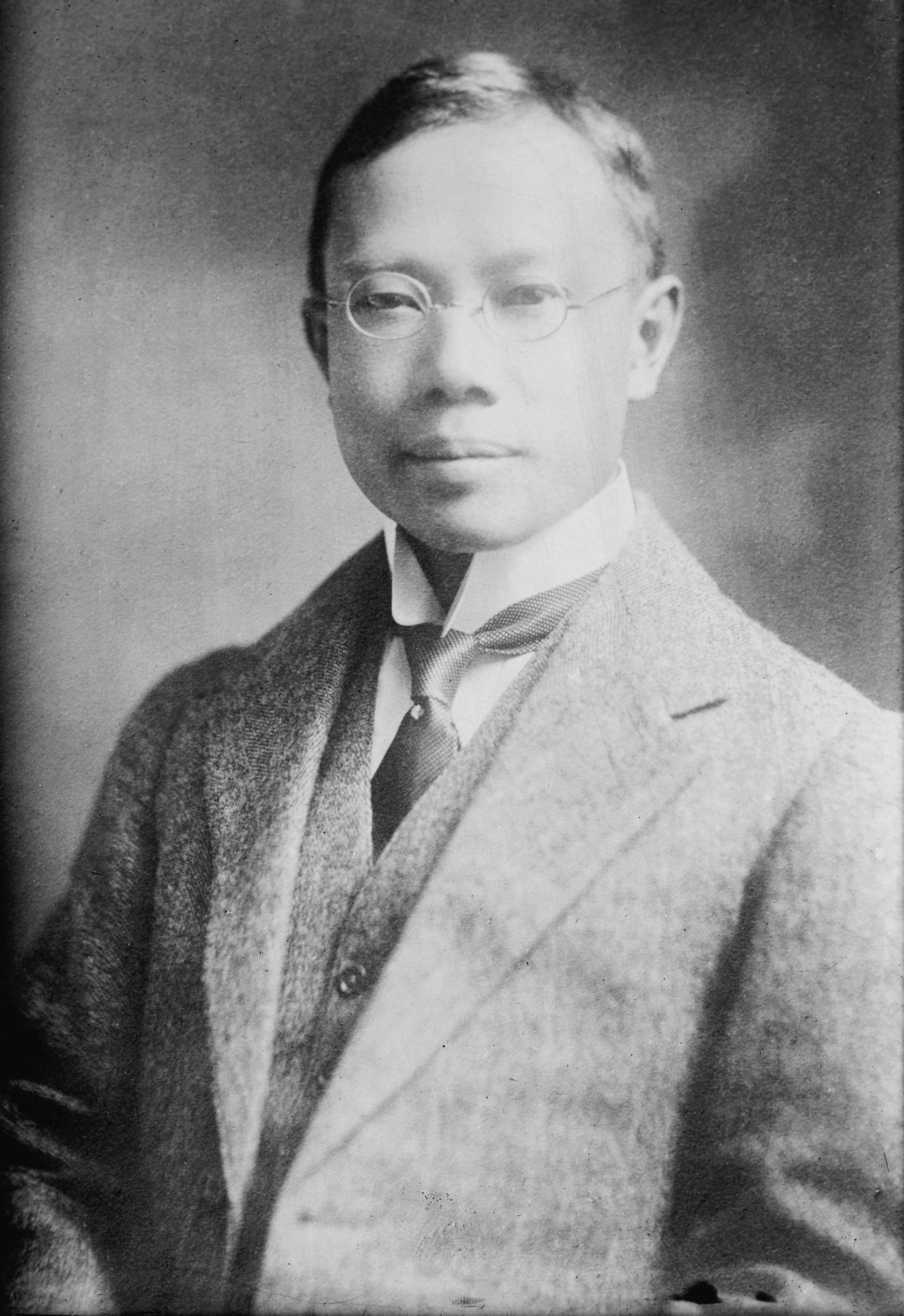
Wu Lien-teh (ca. 1910)

Wu Lien-teh (chinesisch 伍連德, Pinyin Wǔ Liándé, Jyutping Ng5 Lin4dak1, Pe̍h-ōe-jī Gó͘ Liân-tiak; * 10. März 1879; † 21. Januar 1960; Geburtsname nach Minnan-Ad-Hoc-Umschrift Goh Lean Tuck, Alternativname nach kantonesische ad-hoc-Umschrift Ng Leen Tuck) war ein chinesischer Arzt. Bekannt wurde er durch seinen Einsatz bei der Pestepidemie in der Mandschurei im Jahre 1910/1911. Er gilt als Leitfigur bei der Schaffung moderner Gesundheitsdienste zur Zeit der Republik China.

## Herkunft und Werdegang
Wu Lien-teh wurde in Penang, British Malaya geboren. Sein Vater war ein chinesischer Goldschmied aus Taishan in Guangdong, der von China nach Malaya ausgewandert war. Wu absolvierte seine Sekundarschule in Penang und konnte aufgrund eines Stipendiums der Krone in Europa Medizin studieren. 1896 begann er seine Studien und wurde 1902 der erste chinesische Medizinabsolvent der Universität Cambridge. Danach forschte er für ein Jahr am Tropenmedizinischen Institut von Ronald Ross in Liverpool. Danach zog er weiter ans Institut Pasteur in Paris, wo er sich mit Malaria und Wundstarrkrampf befasste.

## Ärztliches Wirken in Asien
1903 kehrte er nach Asien zurück. Dort gab er Vorlesungen in Singapur und forschte in Kuala Lumpur an Beriberi. Danach ließ er sich in Penang in seiner Privatpraxis nieder. Ebenso unterstützte er die Kampagne gegen Opiumsucht in Malaya. Er verließ die Kolonie jedoch nach einer Anklage wegen angeblich unsachgemäßer Anwendung von Opium. Wu wurde schließlich in China mit offenen Armen empfangen und dort zum Vizechef der Kaiserlichen Militärakademie in Tianjin ernannt.
In dieser Funktion wurde er im Dezember 1910 von der chinesischen Qing-Regierung in die Mandschurei gesandt, um einen dortigen Seuchenausbruch zu bekämpfen. In Harbin wies er Yersinia pestis im nach dem Tod entnommenen Lungengewebe eines japanischen Seuchenopfers nach. Wu erreichte durch moderne Hygiene- und Seuchenkontrollmaßnahmen, die auch die Einschränkung der Bewegungsfreiheit der Bevölkerung beinhalteten, eine Eindämmung der Epidemie, die bis ins Frühjahr des Folgejahres andauerte. Dabei übernahm er die internationale Koordination zwischen den Anrainermächten China, Japan und Russland. Er begründete 1911 mit dem Pestvorbeugungsdienst für Nordchina die erste moderne öffentliche Gesundheitsorganisation des Landes. 1916 wurde er erster Vorsitzender der neu geschaffenen Medizinischen Gesellschaft Chinas. 1931 wurde er von der Guomindangregierung zum Chef des Nationalen Quarantänedienstes ernannt.
1926 veröffentlichte er eine englischsprachige wissenschaftliche Abhandlung über die Lungenpest. Die Abhandlung blieb bis 1954 das medizinische Standardwerk zur Erkrankung, bis sein Schüler Robert Pollitzer eine eigene Monographie zum Thema für die World Health Organization herausgab.
1931 wurde er von den japanischen Behörden in der Mandschurei kurzzeitig wegen Spionageverdachts inhaftiert. Nach dem Ausbruch des Zweiten Japanisch-Chinesischen Krieges flüchtete er 1937 nach Malaya. Seine Ehefrau und beide seiner Kinder starben in den Wirren in China, beide an Krankheiten. Während des Zweiten Weltkriegs wurde er von linksgerichteten antijapanischen Guerillas entführt und gegen Lösegeld freigelassen. Die Zahlung führte ihrerseits wieder zu einer Anklage durch die japanischen Besatzungsbehörden. Diese wurde auf Betreiben eines japanischen Offiziers und Patienten Wus eingestellt.